# Joshua Ferris
Pour les articles homonymes, voir Ferris.
Joshua Ferris est un écrivain, romancier et nouvelliste américain né en 1974 à Danville, dans l'État d'Illinois.

## Biographie
Le premier roman de Ferris, Then We Came to the End (intitulé Open Space dans sa version française), est publié en 2007. Son deuxième roman The Unnamed (Le Pied mécanique dans sa version française), parait en 2010.
Son travail reçoit un accueil critique positif et atteint rapidement une audience internationale. Le magazine culturel américain The New Yorker le place en 2010 dans sa liste très convoitée des vingt jeunes auteurs les plus prometteurs,.
En mai 2014, il publie To Rise Again at a Decent Hour (non traduit en français), qui est sélectionné pour le prix Booker la même année. 